# Stade du Pavillon bleu
Le stade du Pavillon bleu, également surnommé stade Kechiloa, est un stade situé à Saint-Jean-de-Luz dans le département des Pyrénées-Atlantiques. Il est le stade résident des équipes de rugby à XV et de football de la ville, le Saint-Jean-de-Luz olympique et l'Arin luzien.

## Historique
En 1933, alors que le club de rugby du Saint-Jean-de-Luz olympique gravit les échelons des championnats de France, ce dernier quitte le terrain de Layats et s'installe sur celui du Pavillon bleu ; la mairie de Saint-Jean-de-Luz décide dans le même temps d'y aménager des installations sportives,. Le stade est alors l'un des plus grands de la côte basque. Il doit son nom au restaurant-garage Pavillon bleu existant à proximité.